# Trinkwassersprudler
Ein Trinkwassersprudler ist ein Haushaltsgerät, welches durch Zusatz von CO2 aus Leitungswasser kohlensäurehaltiges Tafelwasser erzeugt.

## Geschichte

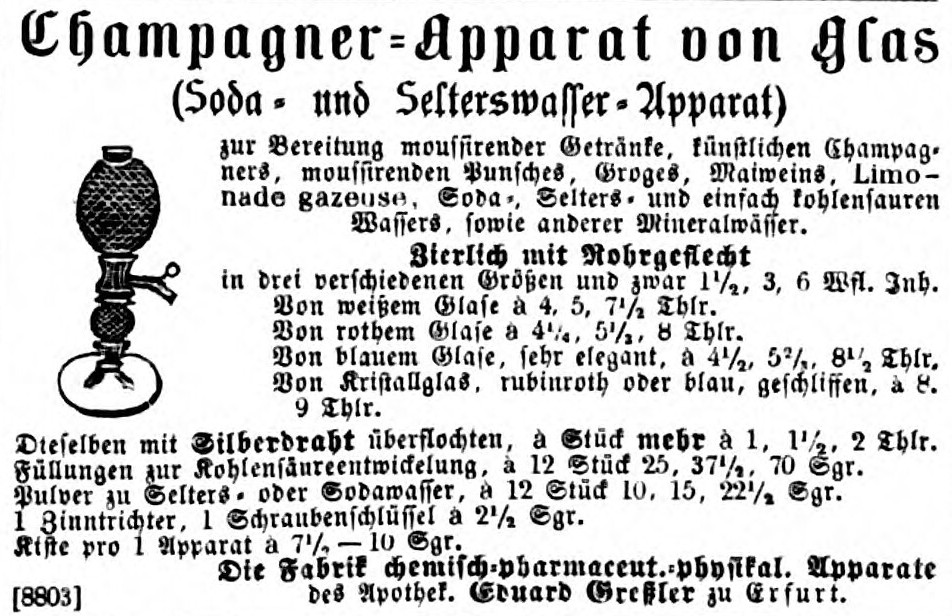
Soda- und Selterswasser-Apparat (1855)

Geräte zur eigenen Herstellung von mit Kohlensäure versetzten Getränken sind bereits Mitte des 19. Jahrhunderts nachweisbar. So vertrieb der Apotheker Eduard Gressler aus Erfurt einen Champagner-Apparat von Glas (Soda- und Selterswasser-Apparat), zu dem „Füllungen zur Kohlensäureentwickelung“ sowie Pulver zur Herstellung von Selters- oder Sodawasser erhältlich waren.

## Aufbau

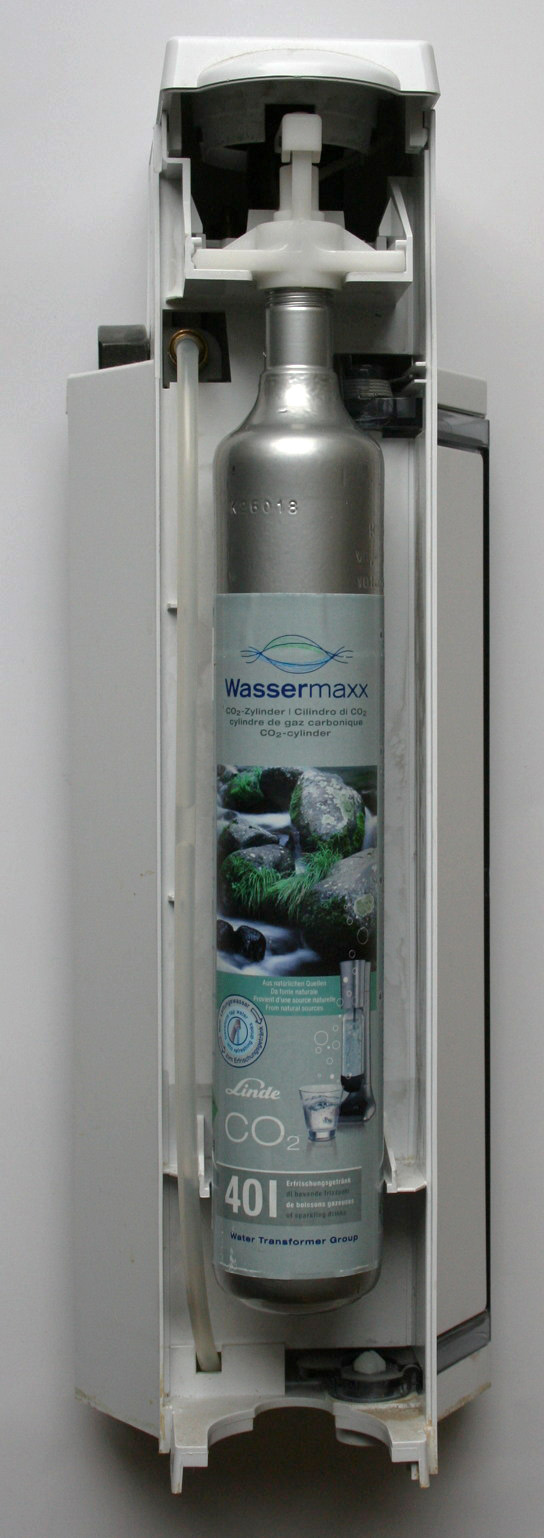
SodaStream-Gerät (1999), Rückseite geöffnet

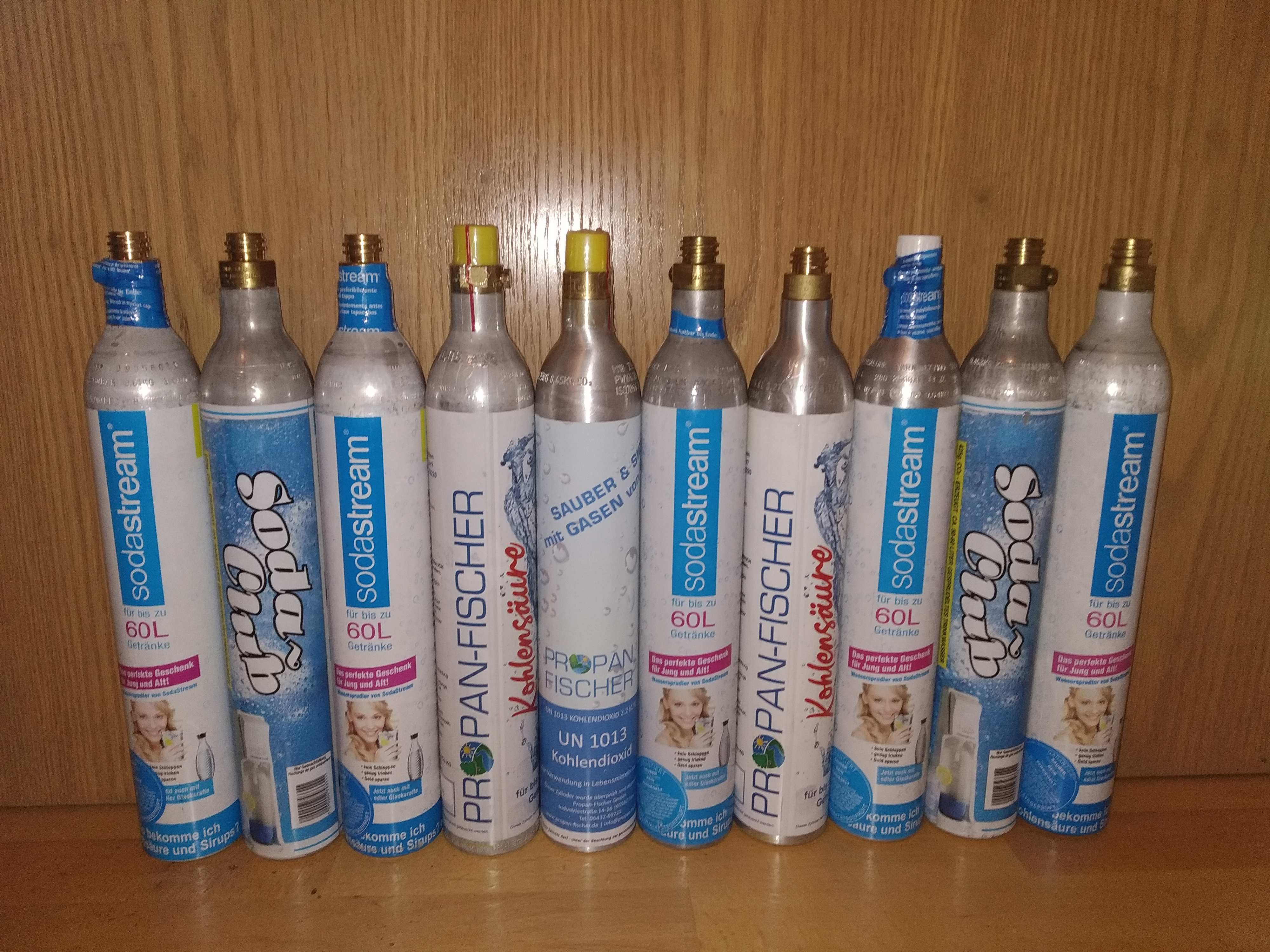
Mehrere baugleiche CO_{2}-Zylinder mit 425 g CO_{2} von verschiedenen Abfüllunternehmen

Ein Trinkwassersprudler besteht gewöhnlich aus einer Halterung mit einer austauschbaren Gaskartusche, die je nach Modell mit etwa 300–500 g Kohlenstoffdioxid befüllt ist. Das Wasser wird in spezielle, druckbeständige Flaschen gefüllt und druckdicht an die Halterung geschraubt. Anschließend wird auf Knopfdruck über ein Leitungs- und Ventilsystem das Gas in das Wasser eingeleitet. Über die Dauer des Einleitens wird der spätere Kohlensäuregehalt bestimmt. Der dabei entstehende Überdruck im Wasserbehälter wird bei zu großem Anstieg abgelassen.

## Nutzen
Je nach Größe der verwendeten Gaskartusche können pro Gasfüllung, gemäß den Herstellerangaben, bis zu 100 Liter Sprudelwasser hergestellt werden. Dadurch entfallen Anschaffungs- und Transportkosten für herkömmliche Wasserkästen sowie deren Lagerung und Entsorgung. Das entsprechende Gerät mit Zylinder und Flaschen findet man in vielen Supermärkten. Die druckbeständigen Flaschen können zur Aufbewahrung des Sprudelwassers genutzt werden. Einige der neueren Modelle nutzen Flaschen aus speziellem Glas oder Polyethylennaphthalat (PEN), die spülmaschinengeeignet sind.
Oftmals bieten die Hersteller von Trinkwassersprudlern auch eine Auswahl von Sirups an (darunter auch zuckerfreie), die dem aufbereiteten Wasser Geschmack verleihen.

## Gesundheitsrisiken
In einer Untersuchung des Instituts für Hygiene und Umweltmedizin der Universität Mainz im Jahr 2005 wurden bei aufgesprudeltem Wasser in 39 % der Proben coliforme Bakterien festgestellt, bei Leitungswasser in 12 % der Proben. Die mikrobiologische Qualität des Wassers sei neben der Kontamination des Leitungswassers durch einen Biofilm an der Innenseite der Flaschen beeinflusst worden.
Als Gründe für die Verunreinigungen werden neben unzureichender Beachtung der Reinigungshinweise der Hersteller auch Mängel in der Konstruktionsweise der Geräte angegeben. Bei Einhaltung einfacher Reinigungsmaßnahmen sei, laut Herstellerangaben, die Benutzung von Trinkwassersprudlern hygienisch unbedenklich; die Reinigung der Flaschen könne mit heißem Wasser (50 °C), Spülmittel und Spülbürste oder Reinigungstabs erfolgen.